# Manthaturath
Manthaturath, Manthathurat hay Manthatulat (1772 - 7/3/1837) vương hiệu đầy đủ là Somdet Brhat Chao Maha Sri Vitha Lan Chang Hom Khao Luang Prabang Mangthaduraja, là vua của vương quốc Luang Phrabang dưới sự bảo hộ của Vương quốc Siam từ năm 1819 đến lúc mất 7/3/1837.
Manthatulat sinh năm 1772, là con trai cả của Vua Anurutha, là Sadet Chao Fa Jaya (Hoàng tử) Mangedana (xứ Muang Thaen). Ông được giáo dục trong cung, sau đó tiếp tục học ở Wat Phra Kaeo (Bangko) và Wat Mahathat. Năm 1791, ông được phong ngôi thừa kế tiềm năng và nhận được danh hiệu Raja Varman.
Khi cha ông từ bỏ ngai vàng vào năm 1817, ông là nhiếp chính vương của vương quốc Manthatulat. Ngày 31/12/1819 vua cha mất, ông lên ngôi, đăng quang năm 1820.
Từ năm 1825 đến 1826, ông là tu sĩ Phật giáo ở Bangkok, để người Siam cai trị đất nước. Năm 1826 ông trở lại ngai vàng. Ông cư xử như một chư hầu trung thành với người Siam và hai lần từ chối liên minh do Cao Anu, nhà cai trị cuối cùng của Vương quốc Viêng Chăn đề xuất. Ông thậm chí còn được gửi một đội ngũ gồm 3.000 người dưới quyền chỉ huy của em trai ông Viceroy Un-Keo đến để chiến đấu chống lại tướng Xiêm P'ya Bodin.
Manthatulat đã kết hôn nhiều lần, có chín người con trai và sáu người con gái. Ba người trong số đó là Vua của Luang Phrabang.
- Anga Sadet Chao Fa Jaya (Hoàng tử) Sukra Sumaya (Sukaseum), kế vị ông, là Vua Sukha-Söm của Luang Phrabang
- Anga Sadet Chao Fa Jaya (Hoàng tử) Nandaraja, sau là Vua Chantharath của Luang Phrabang với tư cách là Tiantha
- Anga Sadet Chao Fa Jaya (Hoàng tử) Bunuyathunga (Pho Nua Thong), được giáo dục tại Quân đoàn Hoàng gia ở Bangkok và phục vụ người Siam ở đó. Năm 1826 ông này giết mẹ mình trong cơn thịnh nộ.
- Anga Sadet Chao Fa Jaya (Hoàng tử) Angama, sau là Vua Oun Kham của Luang Phrabang
- Maha Uparat (Phó vương) Kamaduva (Khamdu) của Luang Phrabang.[2][3]